# Fredeluga gregària

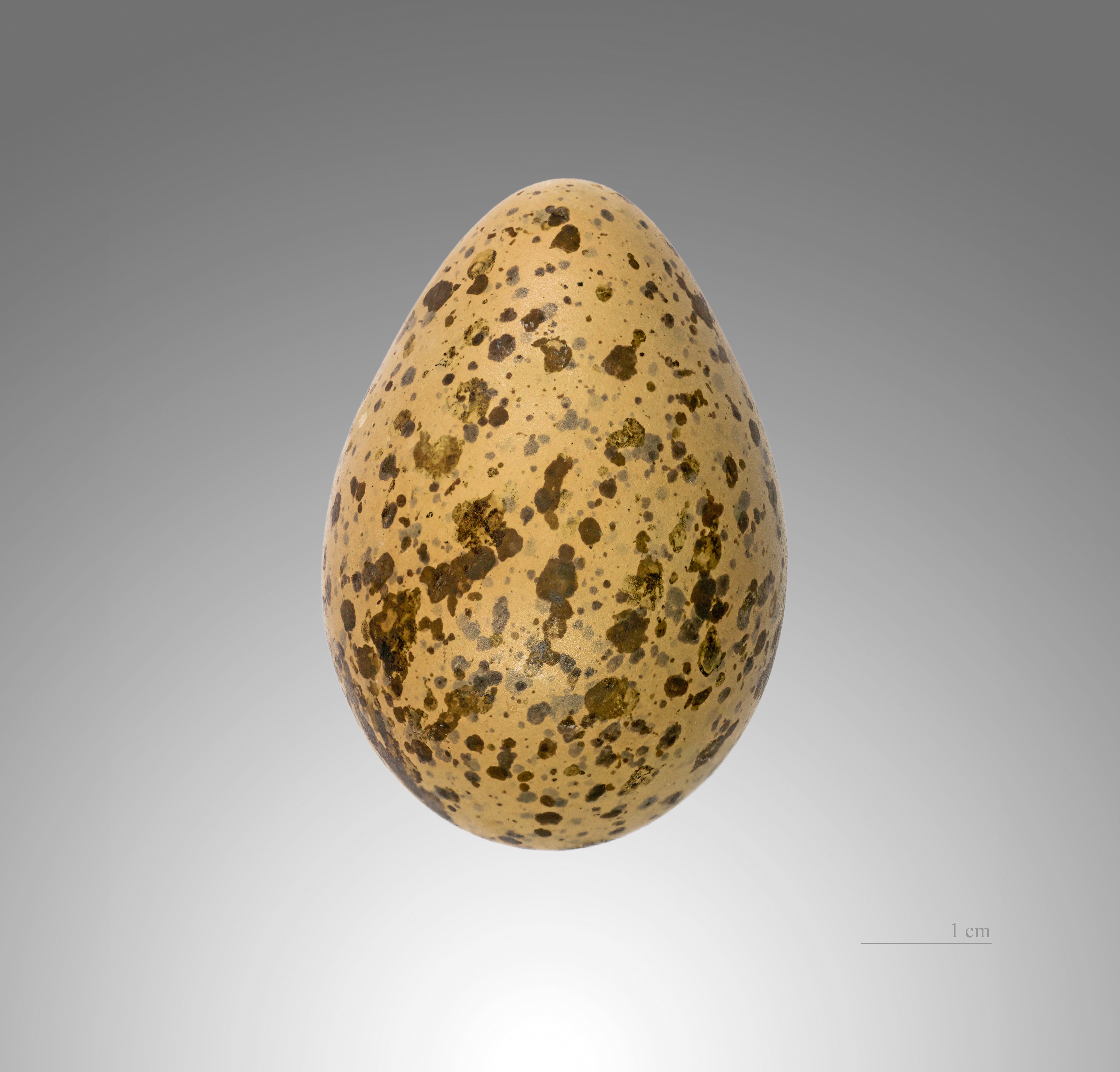
Vanellus gregarius

La fredeluga gregària (Vanellus gregarius) és una espècie d'ocell de la família dels caràdrids (Charadriidae) que cria a les estepes del sud de Rússia, est d'Ucraïna i Kazakhstan. Passen l'hivern a Orient Mitjà, Eritrea i Sudan i nord de l'Índia.